# Orquesta Filarmónica de Buenos Aires
Das Orquesta Filarmónica de Buenos Aires („Philharmonisches Orchester Buenos Aires“) ist ein argentinisches Orchester mit Sitz in Buenos Aires. Es wurde 1946 gegründet und ist auch das Hausorchester des Teatro Colón, der Hauptoper von Buenos Aires. Aktueller Generalmusikdirektor und Hauptdirigent ist Enrique Diemecke.

## Geschichte
Das Orquesta Filarmónica de Buenos Aires wurde 1946 als Orquesta Sinfónica del Teatro Municipal (dt.: Sinfonisches Orchester am Stadttheater) gegründet und gab sein erstes Konzert am 21. Mai 1947. Erster Dirigent war Lamberto Baldi, sein Nachfolger war Jaume Pahissa i Jo. 1948 änderte das Orchester seinen Namen in Orquesta Sinfónica de la Ciudad de Buenos Aires. Im gleichen Jahr dirigierte Herbert von Karajan das Orchester zweimal. 1953 zog das Orchester in das Teatro Colón um und seit 1958 trägt es seinen heutigen Namen. 
In der folgenden Dekade erreichte das Orchester internationales Ansehen und trat mit bekannten nationalen und internationalen Solisten auf. Darunter befanden sich Pianisten wie Alfred Brendel, Martha Argerich, Lazar Berman, Alfred Cortot, Byron Janis, Rudolf Firkušný, Andor Foldes, Ivo Pogorelich, Nelson Freire, Bruno Gelber, Arthur Rubinstein, Jean-Yves Thibaudet, Rubén González, Friedrich Gulda, Rudolf Buchbinder und Andras Schiff;
Bekannte Geiger wie Gidon Kremer, Joshua Bell, Shlomo Mintz, Alberto Lysy, Ruggiero Ricci, Yehudi Menuhin, Itzhak Perlman, Midori, Gil Shaham, Henryk Szeryng, Salvatore Accardo, Leonid Kogan und Cho-Liang Lin;
Unter den Cellisten, die mit dem Orchester spielten, waren Pablo Casals, Mstislav Rostropovich, Mischa Maisky, Natalie Clein, Sol Gabetta und Yo-Yo Ma;
Sänger wie Marian Anderson, José Carreras, Régine Crespin, Plácido Domingo, Luciano Pavarotti, Samuel Ramey, José van Dam und Frederica von Stade sowie weitere Künstler.
Auch zahlreiche Dirigenten haben mit dem Orchester zusammengearbeitet, darunter der bereits erwähnte Karajan, Charles Dutoit, Daniel Barenboim, Wilhelm Furtwängler, Sergiu Celibidache, Sir Georg Solti, Sir Thomas Beecham, Charles Dutoit, Lorin Maazel, Zubin Mehta, Rudolf Kempe, Clemens Krauss, Pierre Boulez, Igor Stravinsky, Malcolm Sargent, Antal Doráti, Ernest Ansermet, Rafael Frühbeck de Burgos, Eduardo Mata, Aaron Copland, Krzysztof Penderecki, Karl Richter, Luis Antonio García Navarro, Michel Corboz, Leopold Hager, Ferdinand Leitner, Jean Fournet, Eiji Ōue, Moshe Atzmon, Serge Baudo und Christof Escher.

## Tourneen
Das Orchester hat bisher drei Europatourneen durchgeführt: 1992, 1994 und 1996. Stationen dieser Tourneen waren u. a. Deutschland, England, Spanien, Frankreich, Griechenland, die Niederlande, Schweden, Belgien und Österreich. Auftrittsorte waren u. a. die Berliner Philharmonie, das Barbican Centre in London und das Concertgebouw in Amsterdam. Die Musiker touren außerdem häufig im eigenen Land sowie in anderen Ländern Südamerikas. 